# Сасуоло
Сасуо̀ло (на италиански: Sassuolo, на местен диалект Sasòl, Сасол) е град и община в северна Италия, провинция Модена, регион Емилия-Романя. Разположен е на 121 m надморска височина. Населението на града и общината е 41 071 души по данни от преброяването през август 2014 г.

## Спорт
Представителният футболен отбор на града са казва УС Сасуоло Калчо.